# Tsukasa Hosaka
Tsukasa Hosaka (保坂 司?, Hosaka Tsukasa; Yamanashi, 3 marzo 1937 – Kōfu, 21 gennaio 2018) è stato un calciatore e allenatore di calcio giapponese.

## Carriera

### Calciatore
Laureato all'università Meiji, dopo l'assunzione alla Furukawa Electric passò alla sezione calcistica del circolo aziendale con la quale vinse tre edizioni della Coppa dell'Imperatore e partecipò alle prime tre edizioni della Japan Soccer League. Conta 19 presenze nella nazionale maggiore, partecipando alle qualificazioni ai Mondiali del 1962 e alla rappresentativa giapponese alle Olimpiadi di Tokyo.

### Dopo il ritiro
Ritiratosi dal calcio giocato, continuò a svolgere la propria professione di dirigente d'azienda ottenendo, tra il 1973 e il 1977, l'incarico di allenatore del Kofu Club. Nel 1998 si candidò alle elezioni della Camera dei consiglieri per il Partito Liberal Democratico, senza risultare eletto.

## Statistiche

### Presenze e reti nei club
| Stagione | Squadra                  | Campionato | Campionato | Campionato |
| Stagione | Squadra                  | Comp       | Pres       | Reti       |
| -------- | ------------------------ | ---------- | ---------- | ---------- |
| 1965     | Furukawa Electric        | JSL        | 14         | 0          |
| 1966     | Furukawa Electric        | JSL        | ?          | 0          |
| 1967     | Furukawa Electric        | JSL        | ?          | 0          |
| 1968     | Furukawa Electric        | JSL        | ?          | 0          |
|          | Totale Furukawa Electric |            | 47         | 0          |

## Palmarès

### Calciatore
- All Japan Business Football Championship: 2 [4]

1961, 1962
- Coppa dell'Imperatore: 3

1960, 1961, 1964